# Campeonato Paulista de Futebol de 1951 - Segunda Divisão
O Campeonato Paulista de Futebol de 1951 - Segunda Divisão foi a quinta edição da competição de futebol de São Paulo, equivaleu ao segundo nível do futebol do estado, organizado pela Federação Paulista de Futebol e teve como campeão a equipe do XV de Jaú, que derrotou o Linense na final.

## Forma de disputa
46 equipes foram divididas em 4 grupos, denominados Zona Leste, Oeste, Central e Sul, que foi disputado em turno e returno por pontos corridos. Os 2 primeiros colocados de cada grupo avançaram à segunda fase, totalizando 8 times, que foram divididos em 2 grupos de 4, também disputado por pontos corridos em turno e returno. Classificaram-se para a final os vencedores de cada grupo, disputado em jogo único, realizado em campo neutro.

## Classificação

### Primeira fase
| 1  | Botafogo           | 32 |
| 2  | Sanjoanense        | 28 |
| 3  | Rio Pardo          | 28 |
| 4  | Riopardense        | 27 |
| 5  | Francana           | 24 |
| 6  | Velo Clube         | 24 |
| 7  | Orlândia           | 19 |
| 8  | Comercial (Araras) | 11 |
| 9  | Rio Claro          | 9  |
| 10 | Pirassununguense   | 9  |
| 11 | Ararense           | 9  |

| 1  | Linense                           | 40 |
| 2  | São Bento (Marília)               | 39 |
| 3  | Corinthians (Presidente Prudente) | 36 |
| 4  | Garça                             | 32 |
| 5  | Bauru                             | 32 |
| 6  | Ferroviária (Assis)               | 30 |
| 7  | Noroeste                          | 30 |
| 8  | Brasil (Paraguaçu Paulista)       | 23 |
| 9  | São Paulo (Araçatuba)             | 22 |
| 10 | Tupã                              | 20 |
| 11 | Prudentina                        | 18 |
| 12 | Penapolense                       | 17 |
| 13 | Ferroviária (Botucatu)            | 14 |

| 1  | XV de Jaú                 | 32 |
| 2  | Internacional (Bebedouro) | 28 |
| 3  | Ferroviária (Araraquara)  | 28 |
| 4  | Paulista (Araraquara)     | 20 |
| 5  | São Paulo (Araraquara)    | 20 |
| 6  | Uchôa                     | 19 |
| 7  | Olímpia                   | 19 |
| 8  | Mirassol                  | 16 |
| 9  | Monte Azul                | 14 |
| 10 | Barretos                  | 12 |
| 11 | Palmeiras (Jaú)           | 10 |

| 1  | Corinthians (Santo André) | 35 |
| 2  | Estrela da Saúde          | 33 |
| 3  | Internacional (Limeira)   | 32 |
| 4  | Taubaté                   | 31 |
| 5  | São Caetano               | 30 |
| 6  | Valinhense                | 23 |
| 7  | Votorantim                | 19 |
| 8  | Paulista                  | 18 |
| 9  | São Bernardo              | 13 |
| 10 | Palestra                  | 13 |
| 11 | Piracicabano              | 6  |

|  |                             |
|  | Promovido à segunda fase    |
|  | Eliminados na primeira fase |

### Segunda fase
| 1 | XV de Jaú           | 9 |
| 2 | São Bento (Marília) | 8 |
| 3 | Botafogo            | 5 |
| 4 | Sanjoanense         | 2 |

| 1 | Linense                   | 10 |
| 2 | Internacional (Bebedouro) | 7  |
| 3 | Corinthians (Santo André) | 4  |
| 4 | Estrela da Saúde          | 3  |

|  |                            |
|  | Classificados a final      |
|  | Eliminados na segunda fase |

## Final
| Domingo, 27 de janeiro de 1952 | XV de Jaú                                 | 4 – 2 | Linense                      | São Paulo, SP                 |
|                                | Guanxuma · Américo Murolo · Pinga · Pinga |       | Américo Salomão · Washington | Árbitro: André Garcia Martins |

Com esse resultado o XV de Jaú foi campeão da Série A2 de 1951.

## Rebaixamento/Promoção

### Primeiro jogo
| Domingo, 3 de fevereiro de 1952 | XV de Jaú | 5 – 0 | Jabaquara | SP Estádio Arthur Simões |
|                                 |           |       |           | Árbitro: Dante Rossi     |

### Segundo jogo
| Domingo, 10 de fevereiro de 1952 | Jabaquara | 2 – 0 | XV de Jaú | SP Estádio Ulrico Mursa |
|                                  |           |       |           | Árbitro: Dante Rossi    |

### Terceiro jogo
| Domingo, 17 de fevereiro de 1952 | XV de Jaú    | 1 – 0 | Jabaquara | SP Estádio Municipal de Campinas |
|                                  | Guanxuma 51' |       |           | Árbitro: Dante Rossi             |

Com esse resultado o XV de Jaú foi promovido ao Campeonato Paulista de Futebol de 1952, e o Jabaquara, que deveria ser rebaixado a Segunda Divisão, entrou com recurso no Conselho Nacional de Desportos, alegando que o rebaixamento não estava previsto no regulamento criado nos primórdios da Federação Paulista de Futebol, sendo que o mesmo é um dos membros fundadores da entidade. O clube saiu vitorioso, e mesmo com a FPF recorrendo, foi obrigada a incluir o Jabaquara na Primeira Divisão em 1952, tal episódio ficou conhecido como "Jabaquarada", e foi o primeiro caso de "virada de mesa" da Segunda Divisão.

## Premiação
| Campeonato Paulista de 1951 - Segunda Divisão |
| --------------------------------------------- |
| XV de Jaú Campeão (1º título)                 |